# 경상남도진주교육지원청
경상남도진주교육지원청(慶尙南道晉州敎育支援廳, Jinju Office of Education)은 경상남도 진주시의 교육을 담당하기 위해 경상남도교육청 산하에 설치된 교육지원청이다.
교육장은 장학관으로 보한다.

## 연혁
- 1952년 6월 4일: 교육자치제 실시에 따른 진주시·진양군 교육구로 분리·독립 진주시 교육청 설립
- 1972년 1월 26일: 진양군 교육청이 진주시 교육청으로 통합
- 1996년 1.10일: 통합 진주시 출범으로 인사구역 통합
- 2010년 9월 1일: 진주교육지원청으로 기관명칭 변경, 보건·급식·시설 거점교육청, 과명칭 변경(교수학습지원과, 현장지원협력과)

## 조직

### 본청
| - 교육지원과 - 초등교육담당 - 중등교육담당 - 학교혁신담당 - 특수교육지원센터 | - 체육건강과 - 체육청소년담당 - 과학영재담당 - 보건담당 - 급식담당 - Wee센터 | - 행정지원과 - 행정지원담당 - 교육협력담당 - 평생교육담당 - 전산정보담당 - 학교지원담당 | - 교육재정과 - 교육재정담당 - 예산담당 - 시설지원1담당 - 시설지원2담당 |

### 소속기관
- 진양도서관
- 진주학생수영장
- 진주학생야영수련원

## 산하 기관

### 초등학교
| - 가람초등학교 - 가좌초등학교 - 갈전초등학교 - 관봉초등학교 - 금곡초등학교 - 금산초등학교 - 금성초등학교 - 금호초등학교 - 남강초등학교 - 내동초등학교 - 대곡초등학교 | - 도동초등학교 - 동진초등학교 - 망경초등학교 - 명석초등학교 - 무지개초등학교 - 문산초등학교 - 미천초등학교 - 반성초등학교 - 배영초등학교 - 봉곡초등학교 - 봉래초등학교 | - 봉원초등학교 - 사봉초등학교 - 서진초등학교 - 선학초등학교 - 수곡초등학교 - 수정초등학교 - 신안초등학교 - 신진초등학교 - 예하초등학교 - 이반성초등학교 - 장재초등학교 - 정촌초등학교 | - 주약초등학교 - 지수초등학교 - 진성초등학교 - 진주초등학교 - 집현초등학교 - 천전초등학교 - 초전초등학교 - 촉석초등학교 - 평거초등학교 - 한평초등학교 - 진주교육대학교 부설초등학교 |

### 중학교
| - 개양중학교 - 금곡중학교 - 대곡중학교 - 명석중학교 - 문산중학교 - 반성중학교 | - 지수중학교 - 진명여자중학교 - 진서중학교 - 진주남중학교 - 진주봉원중학교 - 진주여자중학교 | - 진주제일중학교 - 진주중학교 - 진주중앙중학교 - 경해여자중학교 - 대아중학교 - 삼현여자중학교 | - 진주동명중학교 - 진주동중학교 - 경상국립대학교 사범대학 부설중학교 |

## 같이 보기
- 대한민국 교육부
- 경상남도
- 경상남도청
- 경상남도교육청